# DOES (Band)
DOES ist eine dreiköpfige Rockband, die im Jahr 2000 in Fukuoka in Japan gegründet wurde. Bekannt ist die Band unter anderem durch Lieder im Soundtrack mehrerer Anime-Serien wie etwa Gintama oder Naruto Shippuden.

## Geschichte
Von der Gründung 2000 in Fukuoka an schrieben die Bandmitglieder in den ersten Jahren viele Songs und gaben Livevorstellungen zunehmender Popularität. 2005 verließen einige Mitglieder die Band und die Gruppe löste sich kurzzeitig auf, ehe eine erneute Zusammenkunft stattfand. Die erste Single wurde 2004 als Independent-Auskopplung veröffentlicht, die Zusammenarbeit mit dem Label Ki/oon Records begann schließlich 2006. 2008 erreichte die Single Donten den 3. Platz der wöchentlichen Oricon-Charts und wurde zur 5. Titelmelodie für die Serie Gintama. Die am 21. April 2010 veröffentlichte Single Bakuchi Dancer wurde in der ersten Woche 33.000 Mal verkauft und erreichte ebenfalls den Platz 3 der Oricon-Charts dieser Woche. In Japan stellte sie unter den bestverkauften Singles des ersten Halbjahres 2010 den 30. Platz sowie den 74. Platz über das ganze Jahr betrachtet. Am 14. November 2012 konnte die Single Yumemiru Sekai veröffentlicht werden, die es auf den Soundtrack von Uchū Kyōdai schaffte. Im Sommer 2014 folgte die Single Guren, die dann als 15. Titelmelodie von Naruto Shippuden ausgewählt wurde. Als neuestes Album ist ihr achtes Werk Innocence vom 27. April 2016 zu nennen.

## Diskografie (Auswahl)

### Selbstverlag
1. Does (2004)
2. outside (2005)
3. fish for you (2005)
4. Fish For You No. 2 (2006)

### Alben
1. Newold (2006)
2. Subterranean Romance (2007)
3. The World’s Edge (2009)
4. Modern Age (2010)
5. Katharsivilization (2012)
6. Other side of Does (2013)
7. Does (2014)
8. Innocence (2016)

### Singles
1. Ashita wa Kuru no ka (明日は来るのか) (2006)
2. Akai Sunday (赤いサンデー, Akai Sandē) (2006)
3. Sangatsu (三月) (2007)
4. Shura (修羅) (2007) – 5. Abspannlied für die Serie Gintama (JP: Gold (Klingelton), JP: Platin (Digital))
5. Subterranean Baby Blues (サブタレニアン・ベイビー・ブルース, Sabutarenian Beibī Burūsu) (2007)
6. Donten (曇天) (2008) – 5. Vorspannlied für die Serie Gintama (JP: Platin (Klingelton), JP: Gold (Streaming))[2]
7. Hi wa Mata Noboru (陽はまた昇る) (2008)
8. Sekai no Hate/Torch Lighter (世界の果て / トーチ・ライター, Sekai no Hate / Tōchi Raitā) (2009)
9. Bakuchi Dancer / Bokutachi no Kisetsu (バクチ・ダンサー / 僕たちの季節, Bakuchi Dansā / Bokutachi no Kisetsu) (2010) – Titel- und Endmelodie für den Film Gintama (JP: Gold (Klingelton), JP: Platin (Digital))
10. Jack Knife (ジャック・ナイフ, Jakku Naifu) (2010) – Titelmelodie für das PSP-Spiel Kenka Bancho 5
11. Ima o Ikiru (今を生きる) (2012)
12. Yumemiru Sekai (夢見る世界) (2012) – 3. Vorspannlied für die Serie Uchū Kyōdai
13. Guren (2014) – 15. Vorspannlied für die Serie Naruto Shippuden
14. Know Know Know (2016) – 17. Vorspannlied für Gintama
15. Douraku Shinjou (2021)
16. BackBeat (2022)
17. In The Sun (2022)
18. 骨折り儲けの草臥れ損 (2022)
19. 暁 (2024)